# Litevská fotbalová soutěž 1926
Pátý ročník Lietuvos futbolo varžybos (Litevská fotbalová soutěž) se hrál za účastí již nově se čtrnácti kluby.
Čtrnáct klubů bylo rozděleno do tří skupin a vítězové své skupiny se utkaly o titul. Nejlépe finále zvládl Kovas Kaunas, který vyhrál oba své zápasy a mohl tak slavit již třetí titul v řadě.